# 洞爺丸台風
洞爺丸台風（とうやまるたいふう、昭和29年台風第15号、国際名：マリー/Marie）は、1954年（昭和29年）9月に、北海道を中心に大きな被害を出した台風である。

## 概要
この台風は九州地方・中国地方を上陸通過し、日本海へ抜けた後に更に発達しながら北上。函館港沖では洞爺丸事故を、フェーン現象により岩内町では3,300戸を焼失させる岩内大火を引き起こすなど、北海道を中心に多数の犠牲者を出した台風である。
豪雨による水害をほぼ起こさなかった反面、強風による被害を大量にもたらした、いわゆる「風台風」であった。
1954年の15番目に発生した台風という意味で「台風15号」とされているが、事後解析により、この年の台風2号と台風10号は、台風の勢力に達していなかったとされて台風のリストから外されているため、実際には13番目である。
気象庁は、1958年9月に伊豆半島と関東地方に甚大な被害をもたらした、昭和33年台風第22号を同年11月に｢狩野川台風」と命名したことに伴い、1954年の台風15号についても遡って｢洞爺丸台風｣と命名した。
| 気象庁命名           | 名称               | 国際名  | 年     |
| -------------------- | ------------------ | ------- | ------ |
| 洞爺丸台風           | 昭和29年台風第15号 | Marie   | 1954年 |
| 狩野川台風           | 昭和33年台風第22号 | Ida     | 1958年 |
| 宮古島台風           | 昭和34年台風第14号 | Sarah   | 1959年 |
| 伊勢湾台風           | 昭和34年台風第15号 | Vera    | 1959年 |
| 第2室戸台風          | 昭和36年台風第18号 | Nancy   | 1961年 |
| 第2宮古島台風        | 昭和41年台風第18号 | Cora    | 1966年 |
| 第3宮古島台風        | 昭和43年台風第16号 | Della   | 1968年 |
| 沖永良部台風         | 昭和52年台風第9号  | Babe    | 1977年 |
| 令和元年房総半島台風 | 令和元年台風第15号 | Faxai   | 2019年 |
| 令和元年東日本台風   | 令和元年台風第19号 | Hagibis | 2019年 |

## 経過

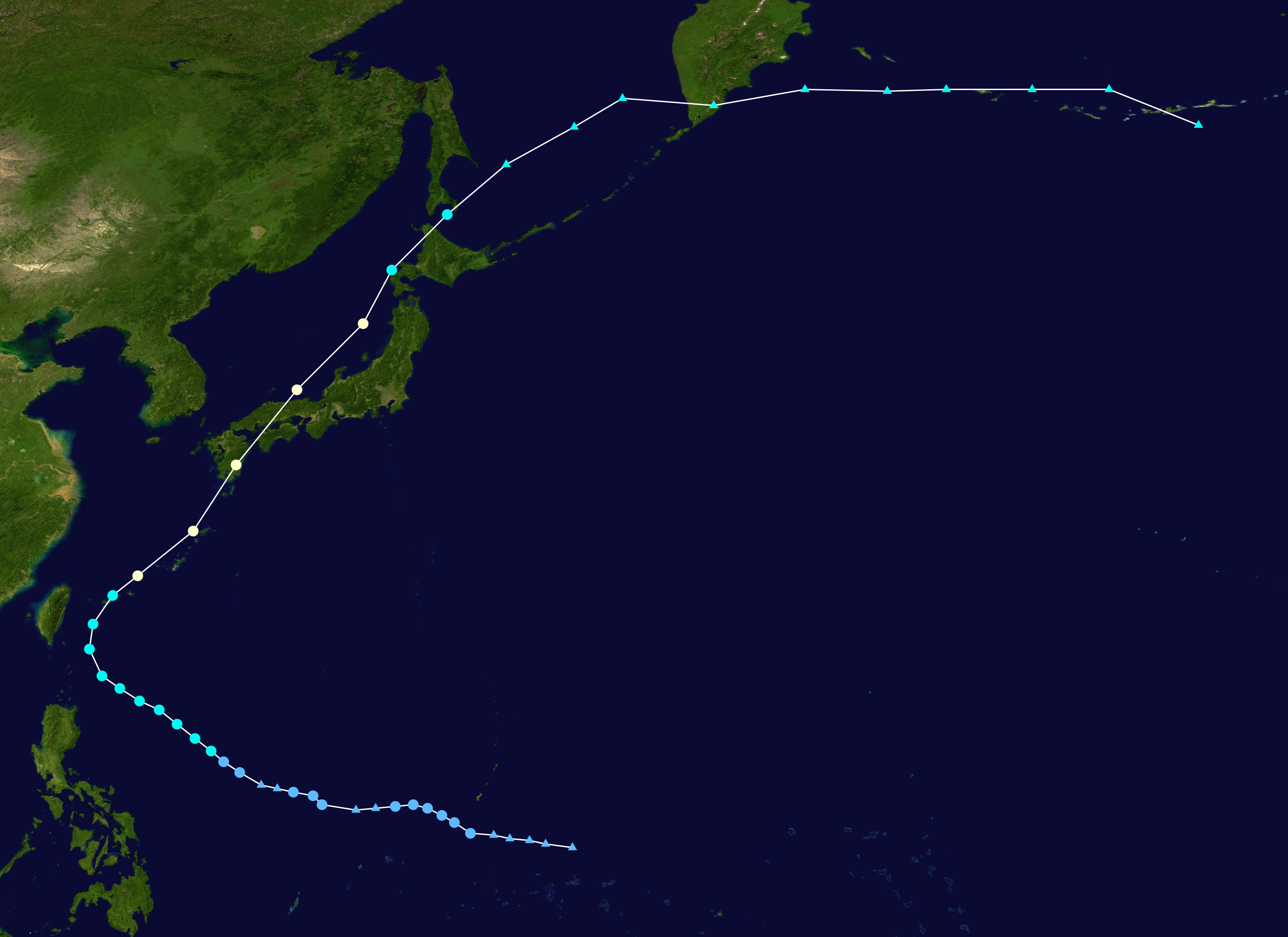
洞爺丸台風の進路図

台風15号は、9月18日にカロリン諸島付近で熱帯低気圧として発生し、21日には台風となったが、すぐに勢力が衰えた。
ところが、23日には台風に復活、23日9時には中心気圧992ミリバール（mb、現在のヘクトパスカルに同じ）、24日9時990ミリバール、25日9時には975ミリバールと次第に発達しながら台湾の南東海上で転向、急激に加速しながら北東に進み、9月26日未明に鹿児島県大隅半島に上陸、このときの勢力は中心気圧965ミリバール、最大風速40メートルであった。
時速75キロから80キロで九州を斜走。上陸後以降に勢力を増し、朝には中国地方から日本海に出てさらに時速110キロという異例の速さに加速しながら北東から北北東に進んだ。風速20m以上の暴風圏は26日段階で九州から北海道まで日本全土に広がった。
9月26日9時には964ミリバール、15時には960ミリバール、北海道西岸に達した21時には956ミリバールとなっている。その後、北海道からオホーツク海を進み、9月28日9時にカムチャツカ半島付近で温帯低気圧に変わったが、通常の場合、海水温が低下した9月末の日本海で台風が発達することはほとんど考えられないため、実際には、台風が九州に上陸する9月26日3時頃から温帯低気圧に性質を変えていた（いわゆる「爆弾低気圧」と呼ばれる状態になっていた）と見られる。
北海道に接近した頃に最盛期を迎え、同時に一時的に速度を時速40キロ以下に落としたため、北海道を中心とする北日本では猛烈な暴風による被害が大きかった。すなわち、最大風速は寿都で42.0メートル（最大瞬間風速53.2メートル）、室蘭で37.2メートル（55.0メートル）、留萌で35.2メートル（45.8メートル）に達したほか、各地で30メートル以上となった。

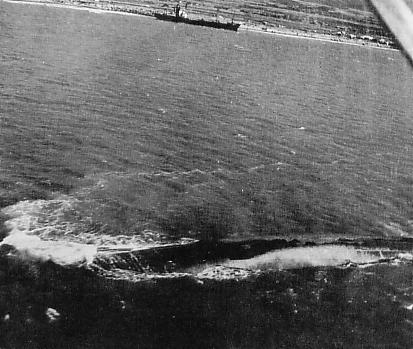
転覆した洞爺丸

そのため、家屋の全半壊や倒木などの風害が顕著だった。岩内町では火鉢の飛び火が原因による大火（岩内大火）で、3000戸あまりが焼失。森林が受けた風害はすさまじく、支笏湖周辺などでは全山の大木が根こそぎ倒された。
また、青函連絡船では洞爺丸の遭難により1,139名が犠牲となり、他にも連絡船4隻の沈没・転覆により多数の犠牲者を出す、海難史上まれに見る大事故が発生しているほか（この事故が後の青函トンネル建設の契機ともなった）、9月26日には海難救助にあたっていた海上保安庁のはつなみ型巡視艇「うらなみ」が二次遭難している（乗員は全員救助）。また台風が通過した西日本でも大きな被害が出ている。
この台風と類似した進路を取った代表的な台風として、1991年の台風19号が挙げられる。この時台風は、一旦九州へ上陸し日本海へ抜けた後、韋駄天台風となって非常に速い速度で日本海を通過したため、勢力が衰えることなく北海道に再上陸した。これによりほぼ全国が暴風雨にさらされ、北日本を含め各地で甚大な被害が出た。
| 順位 | 名称                                 | 国際名  | 最大 風速 （m/s） | 風向   | 観測年月日     | 観測地点                  |
| ---- | ------------------------------------ | ------- | ----------------- | ------ | -------------- | ------------------------- |
| 1    | 昭和40年台風第23号                   | Shirley | 69.8              | 西南西 | 1965年9月10日  | 室戸岬 （高知・気象官署） |
| 2    | ルース台風 （昭和26年台風第15号）    | Ruth    | 69.3              | 南     | 1951年10月14日 | 細島 （宮崎・燈台）       |
| 3    | ルース台風 （昭和26年台風第15号）    | Ruth    | 67.1              | 南東   | 1951年10月14日 | 佐田岬 （愛媛・燈台）     |
| 4    | 第2室戸台風 （昭和36年台風第18号）   | Nancy   | 66.7              | 西南西 | 1961年9月16日  | 室戸岬 （高知・気象官署） |
| 5    | 昭和29年台風第13号                   | Kathy   | 65.0              | 南南西 | 1954年9月7日   | 都井岬 （宮崎・燈台）     |
| 6    | 洞爺丸台風 （昭和29年台風第15号）    | Marie   | 63.3              | 南南西 | 1954年9月27日  | 神威岬 （北海道・燈台）   |
| 7    | 第2宮古島台風 （昭和41年台風第18号） | Cora    | 60.8              | 北東   | 1966年9月5日   | 宮古島 （沖縄・気象官署） |
| 8    | 洞爺丸台風 （昭和29年台風第15号）    | Marie   | 58.8              | 西南西 | 1954年9月26日  | 佐多岬 （鹿児島・燈台）   |
| 9    | 昭和45年台風第10号                   | Anita   | 57.5              | 北西   | 1970年8月21日  | 土佐沖ノ島 （高知・燈台） |
| 10   | 昭和5年8月の台風 （名称なし）        | -       | 57.0※             | 北東   | 1930年8月9日   | 南大東島 （沖縄）         |

※ - 測器破損のため推定値

## 被害状況
- 死者・行方不明 - 1,761名
- 住家の全・半壊・流出 - 207,542戸
- 住家の床上・下浸水 - 103,533戸
- 耕地被害 - 82,963ha
- 船舶被害 - 5,581隻
- 岩内町では3,300戸焼失

- 木材の被害にあっては上川営林署管内が2200万石もの被害があり、層雲峡経営区に至っては年間伐出量の54年分にあたる、1840万石の被害があった[4]。放置すると腐食するため、運材トラックが三年間で500万石をピストン輸送した。

- 9月25日に羽田空港を出発した青木航空（幾度の社名変更を経たのち1960年代半ばに全日本空輸に吸収合併）のチャーター機は、目的地の北海道への接近を悪天候により断念。引き返す途中に福島県に墜落、乗員・乗客6人が死亡した（青木航空機墜落事故）[5]。